# Empathy
O MIpt ou IMen Empathy suporta texto, voz, vídeo, transferência de arquivos e comunicação entre aplicações de diversos protocolos de IM. O Empathy é o IM padrão do Gnome, o mesmo faz parceria com o sistema Telepathy do próprio Gnome, fazendo com que tudo sobre conectividade fique em apenas um lugar de acesso e também trabalhem de forma harmoniosa com o ambiente gráfico Gnome.

## Critérios atuais
- O suporte para múltiplos protocolos:
  - Salut
  - maioria dos protocolos suportados pelo Pidgin :

- Bonjour (de implementação da Apple Zeroconf )
- Facebook IM (Com o Pidgin plugin ou via XMPP (Jabber))
- Gadu-Gadu
- Internet Relay Chat
- Lotus Sametime
- MySpaceIM
- MXit
- .NET Messenger Service (vulgarmente conhecido como MSN Messenger ou Windows Live Messenger ) (chamadas de áudio e vídeo)
- Novell GroupWise
- OSCAR ( AIM / ICQ / MobileMe )
- QQ
- SIMPLE
- SILC
- XMPP ( Google Talk , Talk LiveJournal , Gizmo5 , Facebook , Nokia Ovi ...)
- Yahoo (só de bate-papo e transferência de arquivos)
- Zerphyr

- Extensões para gnome-screensaver
- Auto re-connectar usando NetworkManager
- Grupo próprio de emoticons e correção ortográfica
- Temas
- Histórico de conversação e busca por data da conversa e usuário
- Chamada de voz ou vídeo ousando SIP, MSN and XMPP (incluindo suporte ao Google Talk)
- Transferência de arquivos pelo protocolo XMPP
- Geolocalização localizando o contato no mapa
- Construtor Python para Telepathy
- Trabalho colaborativo usando o Tubes

## Pendências conhecidas
O Empathy não tem capacidade de criptografar seus dados, mas desde de 2009 existe um esforço para mudar isso.